# 陣取りゲーム
陣取りゲーム（じんとりゲーム）とは、可能な限り自分、または、自分達の陣地が広くなるように目指す遊びの総称である。かつては伝統的な集団遊びの陣取りと同義語であった。ただ、コンピュータの発達に伴い、コンピュータを用いたゲームのジャンルの1つにもなった。

## 歴史
古くは、子供達が2組に分かれて遊ぶ、伝統的な集団遊びである陣取りと同義であった。
しかし、マイクロチップやLSIなどが開発され、電子ゲームが実用化されると、陣地の争奪する戦鬪をシミュレートするコンピュータ上で動くゲームが登場し、以降、コンピュータゲームのジャンルの1つともなった。アーケードゲームに限らず、ファミリーコンピュータなどの家庭用ゲーム専用機のためのゲーム、パソコンのような汎用コンピュータ用のゲームなど、様々な用途のコンピュータで陣取りゲームが見られるようになった。ただ、一口に「コンピュータで動く陣取りゲーム」と言っても、様々なゲームシステムを持った陣取りゲームが現れてきた。
また、紙に陣地を書いて取り合う遊びも陣取りゲームと言う場合もある。

## ビデオゲーム上の代表作
アタリ『ポン』の時代のゲームシステム的にも熟成されていない、陣取りゲームの黎明期の作品も存在する。それ以後、様々にゲーム性がアレンジされて、新たな陣取りゲームが発表されてきた。
なお、目的地を目指す、目的を達成するため敵を倒しながら進んでいくアクションゲーム、シューティングゲームの要素を持った物や、俗に言う落ち物パズルゲームといった作品は、ここでは除外する。

### 陣地の目的エリアに侵略する物
バリアー（シネマトロニクス/1979年）
ランダム移動する敵に接触せぬように画面奥のマス目に向かう事が目的。敵のいるマス目に、プレイヤーが操作するキャラクターが重なってしまうとミス。

### 陣地を作り、相手より先に衝突しなかった回数によって勝敗を決める物
いわゆる「トロン・ゲーム」。映画トロンの中でほぼ同じ内容の作品が出てきた事から、後年こう呼ばれるようになった節がある。

### 陣地の面積に応じて面クリアとされる物
QIXシリーズ（タイトー/1981年）
四角の線引きのないエリアを、マーカーで面積のパーセンテージに応じて敵に触れぬようにしながら、規定の陣地を線を引いて奪っていく。
後にスーパークイックスへと発展。
ヴォルフィード（タイトー/1989年）
QIXのアレンジバージョン。パワーアップシステム、面、敵キャラをグラフィカルにし、多彩化した。
ギャルズパニックシリーズ（カネコ/1990年）
ヴォルフィードでのパワーアップアイテム等のゲームシステムをタイトーよりライセンシーを取得し、製作。陣地を取っていくとシルエット化された女の子の図柄が現れる。